# Agrotis albidior
Agrotis albidior är en fjärilsart som beskrevs av Petersen 1909. Agrotis albidior ingår i släktet Agrotis och familjen nattflyn. Inga underarter finns listade i Catalogue of Life.